# تغبالت
تغبالت، هي جماعة قروية تابعة لإقليم زاكورة ضمن جهة درعة تافيلالت بالمغرب. بلغ مجموع عدد سكان  تغبالت حسب إحصاءات 2004  حوالي 8867  نسمة  يعيشون في 939 أسرة.

## دواوير الجماعة
1. دوار أيت مناد
2. دوار ألمو نايت إيزو
3. تقشا ن ألمو
4. تاغوليت
5. تغنبوت
6. تلاجلو
7. تعمريت
8. أيت حدو
9. أيت إيشو
10. إفرط
11. ايت اسفول